# Hajimete no Gal
Hajimete no Gal (Nhật: はじめてのギャル Hepburn: Hajimete no Gyaru), (còn được biết với tên tiếng Việt là Lần đầu với Gal), là một bộ manga Nhật Bản sáng tác bởi Meguru Ueno. Nó đã được đăng ở tạp chí manga shōnen của Kadokawa Shoten tên Monthly Shōnen Ace từ tháng 11 năm 2015, và đã được phát hành trong mười bảy chương tankōbon. Một bộ se-ri anime 10 tập chuyển thể từ NAZ bắt đầu phát sóng vào tháng 7 năm 2017.

## Giới thiệu
Mùa xuân, mùa của tình yêu, đã đến. Nhưng đối với Junichi việc tìm cho mình một cô bạn gái khó hơn là tưởng tượng. Để giúp đỡ Junichi, bạn của cậu đã sắp xếp cho cậu để thổ lộ tình cảm của mình với một cô gái tên Yame Yukana nhưng mọi chuyện lại diễn ra không giống như những gì cậu nghĩ. Và thế từ đó câu chuyện về những "lần đầu" bắt đầu....

## Nhân vật
Hashiba Junichi (羽柴 ジュンイチ)
Lồng tiếng bởi: Shintarō Asanuma
Yame Yukana (八女 ゆかな)
Lồng tiếng bởi: Yuki Nagaku
Sakamoto Shinpei (坂本 慎平)
Lồng tiếng bởi: Toshiyuki Toyonaga
Ishida Keigo (石田 景吾)
Lồng tiếng bởi: Kenji Akabane
Kobayakawa Minoru (小早川 稔)
Lồng tiếng bởi: Minoru Shiraishi
Honjō Ranko (本城 蘭子)
Lồng tiếng bởi: Eri Kitamura
Fujinoki Nene (藤ノ木寧音)
Lồng tiếng bởi: Yui Ogura
Kashī Yui (香椎 結衣)
Lồng tiếng bởi: Ayana Taketatsu
Kamisaka Ayumi (上坂 歩美)
Lồng tiếng bởi: Kazusa Aranami
Shīna Kokoro (椎名 心)
Lồng tiếng bởi: Natsuko Hara